# Шельфовый ледник

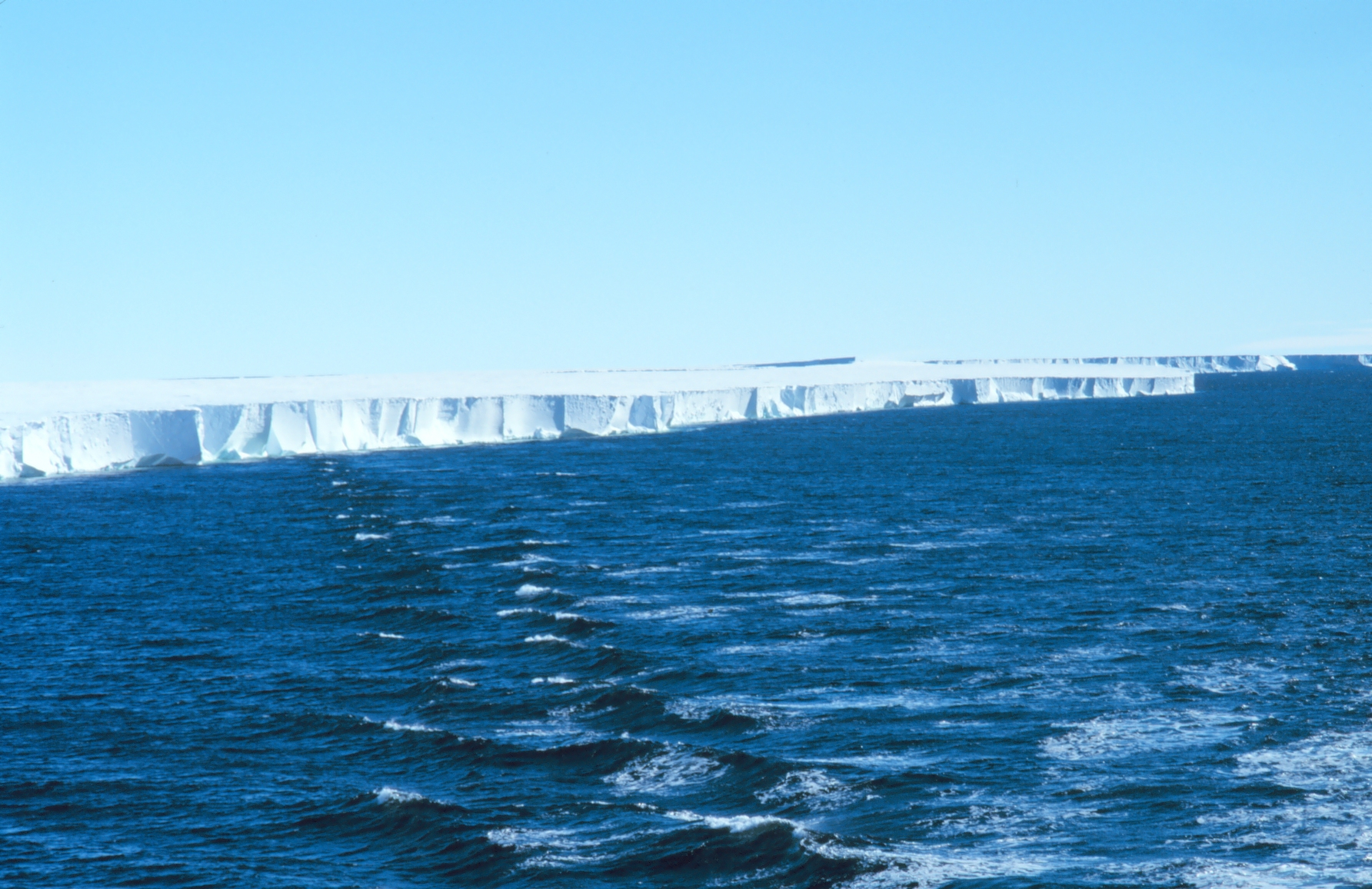
Шельфовый ледник Росса

Шельфовые ледники — плавучие или частично опирающиеся на дно ледники, текущие от берега в море, в виде утончающейся к краю плиты, заканчивающейся обрывом. Представляют собой продолжение наземных ледниковых покровов, реже образуются путём накопления снега на морском льду и путём цементирования снегом и льдом скоплений айсбергов.
Шельфовый ледник обычно формируется там, где ледники и ледяные потоки, стекающие с континентального ледникового щита, впадают в залив. Слившиеся в единое поле ледники смещаются в сторону открытого моря и опускаются по дну до глубины, которая достаточна для перехода льда в плавучее состояние. Сформированное таким образом поле шельфового ледника продолжает расти, пока не заполнит залив. Выходя за пределы залива, как бы тот ни был велик, передняя часть ледника, лишившаяся сдерживающего влияния устья залива, утрачивает стабильность и становится уязвимой для сил открытого океана. Ледник постепенно обламывается по линии, соединяющей крайние точки залива, и происходит «отёл» ледника. Шельфовый ледник также теряет лёд, подтаивая снизу и формируя холодные придонные течения, движущиеся над ложем океанов, чтобы затем подняться на поверхность, насыщая кислородом тропические воды. Хотя ледник и утолщается за счёт выпадения снега на его поверхность, общим результатом становится уменьшение его толщины в направлении открытого моря. Ледяной барьер — обращённый к морю край ледника — достигает толщины примерно 180 м и поднимается над уровнем моря на 20—30 метров. Предмет, оставленный на поверхности шельфового льда, будет постепенно спускаться вниз по мере приближения к океану.
Шельфовые ледники встречаются в больших прибрежных заливах высоких широт, и их лёд образуется преимущественно из выпадающего снега. Иногда толщина такого льда может достигать 200 метров.

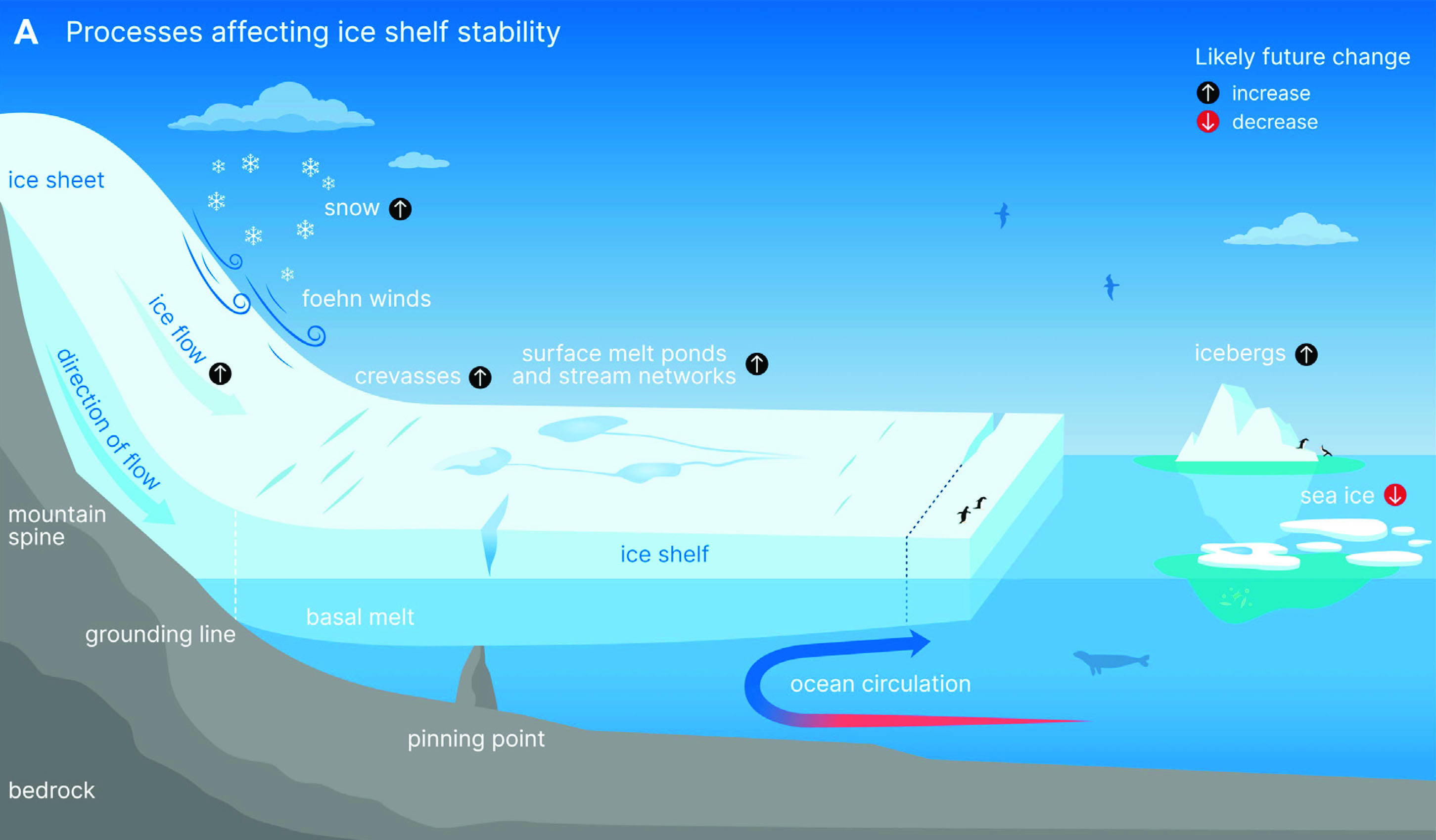
Схематическое изображение процессов, влияющих на стабильность шельфовых ледников

Шельфовые ледники подвержены комплексному воздействию природных процессов, определяющих их стабильность. К ключевым факторам относятся динамика ледового потока, формирование повреждений в ледниковой толще, откол айсбергов (кальвинг), взаимодействие с опорными точками рельефа и контакт с морским льдом. На эти процессы влияют экзогенные механизмы: океанические течения и повышение температуры воды усиливают подлёдное таяние, тогда как атмосферные аномалии (ветра, температурные колебания) провоцируют поверхностное таяние с образованием талых водоёмов.

## Шельфовые ледники в Антарктике
В Антарктиде шельфовые ледники — огромные массы льда, частично лежащего на шельфе, частично находящегося на плаву.
Так, шельфовый ледник Росса занимает половину моря Росса, обрывается уступом и представляет собой ледяную плиту приблизительно треугольной формы, чья толщина колеблется от 183 м у ледяного барьера переднего её края до 1300 м в обращённой к суше части. Его площадь равна примерно 487 000 км² — это больше площади Испании и почти равно площади Франции.
Ледник находится на плаву и поднимается и опускается под действием приливов и отливов.
Большие куски шельфового льда отламываются и превращаются в айсберги.

### Крупнейшие шельфовые ледники

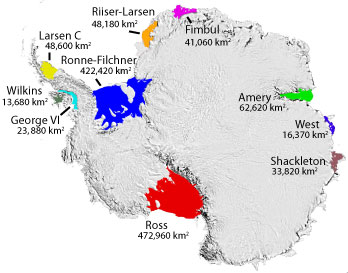
Крупнейшие шельфовые ледники Антарктиды.
Росса (472960 км²)
Ронне-Фильхнера (422420 км²)
Эймери (62620 км²)
Ларсена (48600 км²)
Рисер-Ларсена (48180 км²)
Фимбул (41060 км²)
Шеклтона (33820 км²)
Георга VI (23880 км²)
Западный (16370 км²)
Уилкинса (13680 км²)

- Шельфовый ледник Ронне
- Шельфовый ледник Фильхнера
- Шельфовый ледник Росса
- Шельфовый ледник Беллинсгаузена
- Западный шельфовый ледник
- Шельфовый ледник Лазарева
- Шельфовый ледник Ларсена
- Шельфовый ледник Шеклтона